# Banco Central do Brasil
De Banco Central do Brasil (BACEN) is de centrale bank van Brazilië. Het instituut werd op 31 december 1964 opgericht door de SUMOC (Superintendentie der geld en krediet), de Banco do Brasil en de Tesouro Nacional (Braziliaanse nationale schatkist). Voordat de Braziliaanse centrale bank werd opgericht waren haar takken verdeeld onder deze drie instituten. De centrale bank van Brazilië, die in handen van de staat is, reguleert financiële instellingen en markten. Net als andere centrale banken is zij verantwoordelijk voor het monetair beleid. Dit vindt onder meer plaats door het reguleren van de consumentenprijsindex (IPCA) en de groothandelsprijzenindex (IPA), waarmee de inflatie wordt beïnvloed. Daarnaast is het instituut verantwoordelijk voor het drukken van chartaal geld, welke onder haar toezicht in het munthuis Casa da Moeda do Brasil te Rio de Janeiro plaatsvindt. De Braziliaanse centrale bank heeft haar hoofdvestiging in Brasilia en kantoren in alle Braziliaanse hoofdsteden.